# Pescia
Pescia (pron. /'peʃʃa/)  er en italiensk by i Toscana, i Pistoiaprovinsen, 50 km nord-vest for Firenze. Byens areal er 79 km², og den har 19.223 (2023) indbyggere.
Pescia er et vigtigt centrum for blomsterhandel. I landsbyen Collodi, 3 km vest for Pescia, har romanforfatteren Carlo Collodi, skaberen af Pinocchio, boet; i dag er der en stor park for Pinocchio i Collodi.